# Stefan IV (prawosławny patriarcha Antiochii)
Stefan IV – chalcedoński patriarcha Antiochii w latach 742–744.